# Conde de Fonte Nova
Conde de Fonte Nova é um título nobiliárquico criado por D. Maria II de Portugal, por Decreto de 2 de Junho de 1851, em favor de Bento da França Pinto de Oliveira, antes 1.º Barão de Mondim, 1.º Barão de Fonte Nova e 1.º Visconde de Fonte Nova.
Titulares
1. Bento da França Pinto de Oliveira, 1.º Barão de Mondim, 1.º Barão, 1.º Visconde e 1.º Conde de Fonte Nova;
2. Luís Paulino de Oliveira Pinto da França, 2.º Conde de Fonte Nova.